# 298 v.Chr.
Het jaar 298 v.Chr. is een jaartal volgens de christelijke jaartelling.

## Gebeurtenissen

### Italië
- Agathocles van Syracuse trouwt met Theoxena, een stiefdochter van Ptolemaeus I Soter I.
- Begin van de Derde Samnitische Oorlog, de Etrusken, Galliërs, Sabijnen, Samnieten en Umbriërs vormen een coalitie tegen Rome.
- Slag bij Camerinum: de Samnieten verslaan in Umbrië de Romeinse legioenen onder Lucius Cornelius Scipio Barbatus.
- De Romeinen veroveren in Campobasso de stad Bojano, de Samnieten worden verdreven naar Centraal-Italië.

### Klein-Azië
- Lysimachus verwoest Colophon en laat de bewoners afvoeren naar Efeze.